# Polydesmus martensii
Polydesmus martensii är en mångfotingart som beskrevs av Peters 1864. Polydesmus martensii ingår i släktet Polydesmus och familjen plattdubbelfotingar. Inga underarter finns listade i Catalogue of Life.